# Winfried Bölke
Winfried Bölke   (Genthin, 25 de maig de 1941 - Dortmund, 26 de gener de 2021) va ser un ciclista alemany, que fou professional entre 1964 i 1972. Durant la seva carrera combinà el ciclisme en pista amb la carretera. Va guanyar tres cops el Campió nacional en ruta i dos més com a amateur.

## Palmarès en pista
- 1967
  -  Campió d'Alemanya de Madison (amb Klemens Großimlinghaus)

## Palmarès en ruta
- 1962
  -  Campió d'Alemanya amateur en ruta
- 1963
  -  Campió d'Alemanya amateur en ruta
  - 1r a la Volta a Colònia amateur
- 1964
  - 1r al Tour de l'Oise i vencedor d'una etapa
  - Vencedor d'una etapa de la Volta a Catalunya
- 1965
  -  Campió d'Alemanya en ruta
- 1966
  -  Campió d'Alemanya en ruta
  - Vencedor d'una etapa de la París-Luxemburg
- 1967
  -  Campió d'Alemanya en ruta
- 1969
  - 1r al Gran Premi de Saint-Raphaël
- 1970
  - 1r al Tour de Kaistenberg

### Resultats al Tour de França
- 1967. Abandona (8a etapa)
- 1968. Abandona (12a etapa)